# 앤드루 스탠턴
앤드루 스탠턴(Andrew Stanton, 1965년 12월 3일 ~ )은 미국의 영화 감독이자 각본가, 프로듀서, 성우이다. 감독과 각본을 맡은 작품으로는 픽사의 《벅스 라이프》 (1998년), 《니모를 찾아서》 (2003년), 《월-E》 (2008년), 《도리를 찾아서》 (2016년)와 디즈니의 실사 액션 영화 《존 카터: 바숨 전쟁의 서막》 (2012년) 등이 있다. 또 《토이 스토리》 시리즈 세 편과 《몬스터 주식회사》 (2001년)의 공동 각본을 맡기도 하였다.

## 참여 작품

### 장편 영화
- 토이 스토리
- 벅스 라이프
- 토이 스토리 2
- 우주 전사 버즈
- 몬스터 주식회사
- 니모를 찾아서
- 인크레더블
- 카 (영화)
- 라따뚜이
- 월-E
- 업 (2009년 영화)
- 토이 스토리 3
- 카 2
- 존 카터: 바숨 전쟁의 서막
- 메리다와 마법의 숲
- 몬스터 대학교
- 인사이드 아웃 (2015년 영화)
- 굿 다이노
- 도리를 찾아서
- 카 3: 새로운 도전
- 코코 (영화)
- 인크레더블 2
- 주먹왕 랄프 2: 인터넷 속으로
- 토이 스토리 4
- 온워드: 단 하루의 기적
- 소울 (영화)
- 루카 (2021년 영화)
- 메이의 새빨간 비밀
- 버즈 라이트이어 (영화)
- 엘리멘탈
- 인사이드 아웃 (2015년 영화)

### 단편 영화 및 텔레비전 스페셜
- 프레스토 (영화)
- 번-E
- 구름 조금
- 파이퍼 (영화)

### 텔레비전
- 마이티 마우스 (애니메이션)
- 기묘한 이야기 (미국의 드라마)
- 베터 콜 사울
- 리전 (드라마)
- 포 올 맨카인드
- 오비완 케노비 (드라마)

### 기타
- 제리의 게임새들의 이야기
- 리프티드 (영화)
- 픽사 스토리
- 라바 (2014년 영화)
- 샌제이즈 슈퍼 팀
- 주토피아
- 겨울왕국 2
- 스파이 지니어스
- 엔칸토: 마법의 세계

## 콜라보레이션 (연기)
- 앨버트 브룩스
- 엘런 드제너러스
- 알렉산더 굴드
- 윌럼 더포
- 브래드 개릿
- 앨리슨 재니
- 오스틴 펜들튼
- 스티븐 루트
- 비키 루이스
- 존 래천버거
- 폴 아이딩
- 제스 하넬
- 러레인 뉴먼
- 시고니 위버